# تشاد برتراند
تشاد برتراند (بالإنجليزية: Chad Bertrand)‏ هو لاعب كرة قدم دومينيكاوي، ولد في 19 ديسمبر 1986 في دومينيكا. لعب مع London City Soccer Club ‏.

## وصلات خارجية
- تشاد برتراند على موقع الاتحاد الدولي (مؤرشف)  (الإنجليزية)
- تشاد برتراند على موقع قاعدة بيانات كرة القدم.إي يو (الإنجليزية)
- تشاد برتراند على موقع ناشيونال فوتبول تيمز (الإنجليزية)